# Людовик Потій
Людовик Потій (біл. Людвік Пацей; бл. 1726 — перші дні січня 1771) — шляхтич, урядник Великого князівства Литовського.

## Життєпис
Народився близько 1726 року. Батько — Олександр Потій, віленський воєвода, ковенський (нині — Каунас) староста. Мати — Тереса Война-Ясенецька.
Навчався в піярів у Вільні (нині — Вільнюс), закінчив Шляхетську колегію у Варшаві (Collegium Nobilium). Для нього, ще неповнолітнього, тато випросив у короля Ковенське (нині — Каунас) староство. Був стражником великим литовським, обозним великим литовським, старостою рогачівським, жижморським (нині — Жежмаряй), олькеницьким (нині — Валькінінкай); багато разів — послом на сейми. Намагався стати підканцлером великим литовським, гетьманом польним литовським. Протягом певного часу в Санкт-Петербурзі його вважали таким, що прихильно ставиться до російських інтересів. Голосував за обрання королем Польщі Станіслава Понятовського, однак потім їздив до Москви у складі посольства до імператриці з проханням «порятунку понівечених королем польських свобод». Лавірував між барськими конфедератами й королем.
24 червня 1760 в Бродах відбувся його шлюб з Вікторією Потоцькою — дочкою київського воєводи Станіслава Потоцького, дідича, зокрема, Тернополя, Збаража, Залізців. Дітей не мали.
Помер у перших днях січня 1771, похований 16 або 17 травня в крипті Потіїв у домініканському костелі Святого Духа у Вільнюсі.